# Cosmic Background Imager

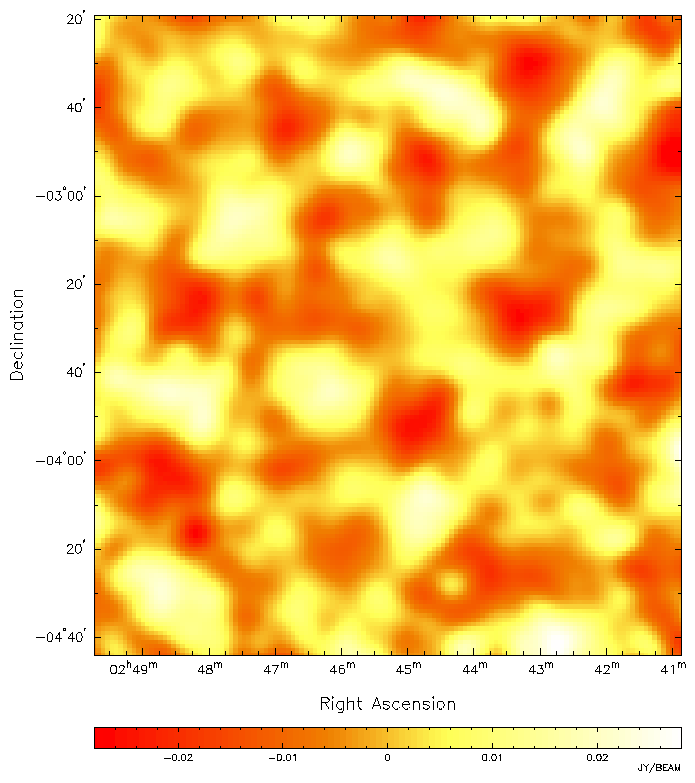
Реліктове випромінювання, виміряне експериментом CBI

CBI (англ. Cosmic Background Imager, «знімач космічного фону») — колишній 13-елементний інтерферометр, розташований на висоті 5080 метрів в обсерваторії плато Чахнантор в чилійських Андах. Він розпочав роботу в 1999 році для вивчення космічного мікрохвильового фону й діяв до 2008 року.

## Історія
CBI розпочав роботу в 1999 році. Він був результатом співпраці низки установ у США та Європі. Через обсерваторію плато Чахнантор він також тісно співпрацював з чилійськими установами — Чилійським університетом та Університетом Консепсьйон.
У 2006 році старі 0,9-метрові антени замінили новими 1,4-метровими для збільшення роздільної здатності в режимі загальної інтенсивності. На цьому етапі CBI став називатись CBI-2.
У червні 2008 року CBI-2 припинив спостереження, а його 13 антен були зняті з кріплень. У серпні 2008 року на монтуванні CBI був встановлений новий телескоп QUIET, заступивши собою CBI-2.

## Порівняння з іншими експериментами
CBI був побудований в Каліфорнійському технологічному інституті та використовував чутливі радіопідсилювачі від Національної радіоастрономічної обсерваторії. Два експерименти, подібні до CBI — це Дуже малий масив на Тенеріфе, та DASI в Антарктиді. Обидва ці експерименти використовували радіоінтерферометрію для вимірювання флуктуацій реліктового випромінювання з нижчою роздільною здатністю на великих ділянках неба. Інший експеримент, проведений з Антарктиди, ACBAR, використовував вимірювання загальної потужності та одну антену на вищій частоті та подібній кутовій роздільній здатності для отримання результатів, порівнянних з CBI. Поєднання цих та інших вимірювань реліктового випромінювання з іншими методами вимірювання космологічних параметрів стало значним досягненням спостережної космології.

## Наукові результати
CBI проводив вимірювання на частотах від 26 до 36 ГГц у десяти діапазонах по 1 ГГц кожний. Він мав роздільну здатність краще за 0,1 градуса. (Для порівняння, космічний апарат COBE, який у 1992 році вперше зафіксував неоднорідність мікрохвильового фону, мав роздільну здатність близько 7 градусів.) Серед ключових висновків CBI є той факт, що флуктуації, які мають малий розмір є слабшими, ніж коливання, які мають великий кутовий розмір, що підтверджує попередні теоретичні передбачення. Технічно кажучи, CBI був першим експериментом для виявлення внутрішньої анізотропії мікрохвильового фону в масштабах скупчень галактик. Це забезпечило перше виявлення хвоста затухання Сілка. CBI також виявив натяк на надлишкову потужність на мультиполях високого порядку в порівнянні з теоретичними очікуваннями моделі ΛCDM. Крім того, він виміряв флуктуації в поляризації мікрохвильового фону, отримавши перший детальний спектр поляризації E-моди та свідчення того, що він розходиться за фазою зі спектром загальної інтенсивності.